# جایزه بزرگ هلند ۱۹۷۷
جایزه بزرگ هلند ۱۹۷۷ (انگلیسی: ‎1977 Dutch Grand Prix‎) یک مسابقهٔ موتوری در رشتهٔ اتومبیل‌رانی فرمول یک بود که در تاریخ ۲۸ اوت ۱۹۷۷ در پیست زاندفورت واقع در زاندفورت، هلند برگزار شد. این گراند پری در میان ۱۷ گراند پری در فصل ۱۹۷۷، مسابقهٔ شمارهٔ ۱۳ بود.
در این مسابقه که در ۷۵ دور و به مسافت ۳۱۶٫۹۵ کیلومتر (۱۹۶٫۹۴۴ مایل) برگزار شد، پول پوزیشن توسط ماریو اندرتی کسب شد و سریع‌ترین زمان برای طی یک دور پیست که برابر با ۱:۱۹٫۹۹ بود نیز توسط نیکی لائودا به ثبت رسید.
نیکی لائودا از تیم فراری، ژاک لافیت از تیم لیجیه-ماترا و جودی شکتر از تیم ولف-فورد به‌ترتیب مقام‌های اول تا سوم مسابقه را کسب کردند.

## رده‌بندی قهرمانی پس از مسابقه
| جایگاه | راننده        | امتیاز |
| ------ | ------------- | ------ |
| ۱      | نیکی لائودا   | ۶۳     |
| ۲      | جودی شکتر     | ۴۲     |
| ۳      | کارلوس روتمان | ۳۵     |
| ۴      | ماریو اندرتی  | ۳۲     |
| ۵      | جیمز هانت     | ۲۲     |
| منبع:  |               |        |

| جایگاه | سازنده            | امتیاز  |
| ------ | ----------------- | ------- |
| ۱      | فراری             | ۸۰ (۸۲) |
| ۲      | لوتوس-فورد        | ۴۷      |
| ۳      | ولف-فورد          | ۴۲      |
| ۴      | مک‌لارن-فورد       | ۳۵      |
| ۵      | برابام-آلفا رومئو | ۲۷      |
| منبع:  |                   |         |

یادداشت
- تنها پنج جایگاه نخست از هر رده‌بندی نمایش داده شده است.